# Pavel Podkolzine
Pour les articles homonymes, voir Podkolzine.
Pavel Podkolzine (né le 15 janvier 1985 à Novossibirsk, URSS) est un joueur russe de basket-ball. Il mesure 2,26 m et joue au poste de pivot.

## Carrière
Pavel Podkolzine fait ses débuts au Lokomotiv Novossibirsk, en deuxième division russe, lors de la saison 2001–2002. En décembre 2001, il rejoint l'équipe italienne de Metis Varese, avec laquelle il joue de 2002 à 2004. Il est sélectionné par le Jazz de l'Utah lors de la Draft 2004 de la NBA et est immédiatement transféré aux Mavericks de Dallas contre un futur premier tour de draft 2005. Podkolzine était considéré comme un potentiel haut tour de draft grâce à sa grande taille, ses capacités au rebond et sa puissance, mais il ne fut choisi qu'au 21e rang. Le 5 août 2006, il est écarté par les Mavericks après seulement six matchs disputés en deux saisons.
En 2007, il retourne en Russie au Lokomotiv Novossibirsk, son club d'origine.

## Après carrière
Après la fin de sa carrière, Podkolzine devient acteur et joue dans plusieurs films et séries russes.
En août 2025, il participe également à un match de Coupe de Russie de football au poste d’avant-centre avec le FK Amkal face au FK Kalouga. Il devient à cette occasion le joueur le plus grand à participer à un match de cette compétition.